# محمدحسین زینلی
سید محمدحسین زینلی (۱۳۳۰، بیرجند -)، نماینده دوره چهارم مجلس شورای اسلامی از شهرستان بیرجند و نهبندان بود.
وی همچنین بنیانگذار و مدیرعامل شرکت کویر تایر بوده و بعد از 8 سال دوباره به سمت مدیرعاملی کویر تایرانتصاب شد.